# Pansemna
Pansemna là một chi bướm đêm thuộc họ Noctuidae.

## Loài
- Pansemna beryllodes (Turner, 1903)